# Some Hearts
Pour l’article homonyme, voir Some Hearts (chanson).
Albums de Carrie Underwood
Carnival Ride
(2007)
Singles
 * Jesus, Take the Wheel

 * Some Hearts

 * Don’t Forget To Remember Me

 * Before He Cheats

Some Hearts est le premier album de Carrie Underwood, gagnante de la quatrième saison d'American Idol. Il est sorti le 15 novembre 2005 aux États-Unis. Il s'agit de l'album le plus vendu aux États-Unis en 2006 avec environ cinq millions de copies.
Carrie Underwood remporte trois Grammy Awards en 2007 grâce à cet album : Révélation de l'année, Interprète féminine de country et chanson country pour Jesus, Take the Wheel.

## Critiques
Pour AllMusic ce premier album de Carrie Underwood Some Hearts est supérieur à celui que Faith Hill a publié en 1999 Breathe. Il obtient 4 étoiles sur 5. Stephen Thomas Erlewine dit « Elle est très convaincante aussi bien sur des chansons sentimentales comme Jesus, Take the Wheel  que sur la « flambée » des chansons pop comme Some Hearts. En fait, la pire chose à son palmarès est le hit d’American Idol Inside Your Heaven, qui est aussi stéréotypée que les grands morceaux de country-pop. Sur le reste de l’album, la production est chaude, les airs inoffensifs, elle navigue entre le monde country et le monde pop avec aisance, et c’est surtout sympathique que Carrie Underwood soit une ancienne d’American Idol ».

## Liste des chansons
| 1.    | Wasted                          | Troy Verges, Marv Green, Hillary Lindsey      | 4:34 |
| 2.    | Don’t Forget To Remember Me     | Morgane Hayes, Kelley Lovelace, Ashley Gorley | 4:00 |
| 3.    | Some Hearts                     | Diane Warren                                  | 3:48 |
| 4.    | Jesus, Take the Wheel           | Brett James, Lindsey, Gordie Sampson          | 3:46 |
| 5.    | The Night Before (Life Goes On) | Wendell Mobley, Neil Thrasher, Jimmy Olander  | 3:54 |
| 6.    | Lessons Learned                 | Diane Warren                                  | 4:09 |
| 7.    | Before He Cheats                | Chris Tompkins, Josh Kear                     | 3:19 |
| 8.    | Starts With Goodbye             | Angelo, Lindsey                               | 4:06 |
| 9.    | I Just Can't Live A Lie         | Steve Robson, Wayne Hector                    | 3:59 |
| 10.   | We're Young And Beautiful       | Rivers Rutherford, Steve McEwan               | 3:53 |
| 11.   | That's Where It Is              | Melissa Peirce, Robson, Greg Becker           | 3:35 |
| 12.   | Whenever You Remember           | Diane Warren                                  | 3:47 |
| 13.   | I Ain't In Checotah Anymore     | Carrie Underwood, Trey Bruce, Angelo          | 3:21 |
| 14.   | Inside Your Heaven              | Andreas Carlsson, Pelle Nyhlén, Savan Kotecha | 3:45 |
| 53:53 |                                 |                                               |      |

## Singles
Carrie Underwood a gagné American Idol avec Inside Your Heaven, qui débuta numéro un sur le Billboard Hot 100 cinq mois avant la sortie de Some Hearts, est inclus sur l'album comme un bonus track.
Le premier single extrait de l'album, Jesus, Take the Wheel, a été numéro un sur le US Billboard Hot Country Songs pendant six semaines consécutives et a atteint le numéro vingt sur le Billboard Hot 100.
Some Hearts, une reprise de la chanson Marshall Crenshaw, n'est sorti qu'à la radio seulement et atteint finalement la douzième place du classement Adult Contemporary le l'US Billboard.
Don’t Forget To Remember Me  est le troisième single extrait de l'album, et il a aussi donné de bons résultats, numéro un sur  Radio & Records Country, numéro deux sur le Billboard Hot Country Songs, et quarante-neuvième sur le Billboard Hot 100.
Before He Cheats est sorti comme quatrième single, et gravit les classements plus rapidement que n'importe lequel des autres single de Carrie Underwood, et rentrerdans les vingt premiers de la liste Hot Country Songs avant la sortie d'une vidéo musicale. Before He Cheats a ensuite atteint la place de numéro un sur la liste Hot Country Songs pendant cinq semaines consécutives, et la huitième sur le Hot 100, il s'est avéré être un énorme hit, faisant des apparitions dans les vingt premiers de chaque classement sur lesquels il est apparu, et il est le plus gros succès d'ensemble de l'album.
Wasted s'est également révélé un autre succès pour Underwood avec la place de numéro un pendant trois semaines consécutives sur la liste Hot Country Songs, la trente-septième sur le Hot 100.

## Certifications
| Pays                  | Certification | Unités certifiées |
| --------------------- | ------------- | ----------------- |
| Australie (ARIA)      | Or            | 35 000            |
| Canada (Music Canada) | 3 × Platine   | 300 000           |
| États-Unis (RIAA)     | 9 × Platine   | 9 000 000         |